# 卡拉伊烏帕齊拉
卡拉伊是孟加拉國的一個烏帕齊拉，位於拉傑沙希專區的焦伊布尔哈德县。

## 人口
卡拉伊共有戶數23504戶。據1991年人口普查，該地共有人口114183人，其中男性佔比50.86%，女性49.14%；成年人口60864人。該地7歲以上人口之平均識字率為23.5%，低於全國平均值（32.4%）。